# Tillandsia acosta-solisii
Tillandsia acosta-solisii är en gräsväxtart som beskrevs av Amy Jean Gilmartin. Tillandsia acosta-solisii ingår i släktet Tillandsia och familjen Bromeliaceae. Inga underarter finns listade i Catalogue of Life.